# لیان بست
لیان بست (انگلیسی: Leanne Best؛ زادهٔ ۱۵ ژوئن ۱۹۷۹) بازیگر اهل بریتانیا است. وی از سال ۲۰۰۳ میلادی تاکنون مشغول فعالیت بوده‌است.
از فیلم‌ها یا برنامه‌های تلویزیونی که وی در آن نقش داشته‌است، می‌توان به حادثه، پزشک‌ها، ترفندهای نو، جی‌پی کوپر، نفوذی، ستاره حلبی، بیمارستان گود کارما، جو کوچولو، خیابان کارناوال، تد لاسو،جنگ ستارگان: نیرو برمی‌خیزد، زن سیاه‌پوش: فرشته مرگ، خفه شو و برقص و ستاره‌های سینما در لیورپول نمی‌میرند اشاره کرد.